# Alfredo Tinoco
Alfredo Tinoco (* 13. März 1934 in Villa Carbon, Baja California Sur) ist ein ehemaliger mexikanischer Hindernis-, Mittelstrecken- und Langstreckenläufer.
1959 siegte er bei den Zentralamerika- und Karibikspielen über 3000 m Hindernis und gewann Silber über 1500 m. Bei den Panamerikanischen Spielen in Chicago holte er Bronze über 3000 m Hindernis mit seiner persönlichen Bestzeit von 8:58,0 min. Über 5000 m wurde er Vierter und über 1500 m Achter.
Bei den Olympischen Spielen 1960 in Rom schied er über 3000 m Hindernis im Vorlauf aus.